# Budynek Zakładu Opiekuńczo-Leczniczego w Toruniu
Budynek Zakładu Opiekuńczo-Leczniczego w Toruniu – siedziba Zakładu Opiekuńczo-Leczniczy prowadzonego przez serafitki, znajdujący się przy ul. Paderewskiego 2 na Podgórzu w Toruniu. Budynek został zbudowany w I połowie XX wieku, według projektu G. Riedla z 1903 roku. Pierwotnie mieściła się tu plebania parafii ewangelickiej. Budynek został poważnie uszkodzony podczas II wojny światowej, według raportu dach został zniszczony w 80%. Tuż po zakończeniu wojny budynek zajęli repatrianci. W 1947 roku obiekt zagospodarowało na swoje potrzeby Zgromadzenie Córek Matki Bożej Bolesnej „Serafitki”, lokując w nim Zakład Opiekuńczo-Leczniczy. W 2011 roku budynek został rozbudowany i zmodernizowany.  
Budynek figuruje w gminnej ewidencji zabytków (nr 2299).